# Матчи сборной Санкт-Петербурга по футболу (1914)
Сезон 1914 года стал 13-м в истории сборной Санкт-Петербурга (Петрограда) по футболу.
В нём сборная провела
- 3 официальных матча
  - 1 товарищеский международный
  - 2 товарищеских междугородних
- 9 неофициальных матчей
  - в том числе 4 международных

## Классификация матчей
По установившейся в отечественной футбольной истории традиции официальными принимаются
- Все соревновательные матчи[К 4] официальных турниров — чемпионатов СССР, Российской империи и РСФСР — во времена, когда они проводились среди сборных городов (регионов, республик), и сборная Санкт-Петербурга (Ленинграда) была субъектом этих соревнований; к числу таковых относятся также матчи футбольных турниров на Спартакиадах народов СССР 1956 и 1979 года.
- Междугородние товарищеские игры сборной сильнейшего состава без формальных ограничений[К 5] с адекватным по статусу соперником. Матчи с клубами Санкт-Петербурга и других городов, со сборными не сильнейшего состава и т. п. составляют другую категорию матчей.
- Международные матчи с соперниками топ-уровня — в составах которых выступали футболисты, входившие в национальные сборные либо выступавшие в чемпионатах (лигах) высшего соревновательного уровня своих стран — как профессионалы, так и любители[К 6]. Практиковавшиеся (в основном, в 1920—1930-х годах) международные матчи с так называемыми «рабочими» и им подобными по уровню командами, состоявшими, как правило, из неконкурентоспособных игроков-любителей невысокого уровня, заканчивавшиеся обычно их разгромными поражениями, отнесены в отдельную категорию матчей.

## Статистика сезона
| 1914        |                                                          |     |
| Н (1)       | Санкт-Петербург — Санкт-Петербург (II)                   | 2:2 |
| Н (2)       | Санкт-Петербург — Санкт-Петербург (II)                   | 3:3 |
| Н (3)       | Санкт-Петербург — «Спорт» Санкт-Петербург                | 3:4 |
| Н (4)       | Санкт-Петербург — Санкт-Петербург (студенческая)         | 5:2 |
| Н (5)       | Санкт-Петербург — «Рейпас» Выборг                        | 8:0 |
| Н (6)       | Санкт-Петербург (студенческая) — «Эдинбург Сивил Сервис» | 1:5 |
| Н (7)       | Санкт-Петербург (II) — «Эдинбург Сивил Сервис»           | 1:6 |
| МН 14       | Санкт-Петербург — «Эдинбург Сивил Сервис»                | 0:2 |
| МГ 8        | Санкт-Петербург — Харьков                                | 3:1 |
| МГ 9        | Санкт-Петербург — Харьков                                | 5:0 |
| Н (8)       | Санкт-Петербург (II) — «Рейпас» Выборг                   | 4:3 |
| Н (9)       | Петроград — Петроград (студенческая)                     | 4:4 |
| Итого       |                                                          |     |
| И В Н П М   |                                                          |     |
| 3 2 0 1 8−3 |                                                          |     |
| 9 3 31−29   |                                                          |     |

## Официальные матчи

### 25. Санкт-Петербург — «Эдинбург Сивил Сервис» — 0:2

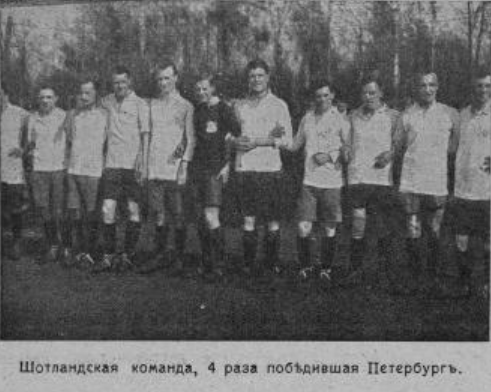

Международный товарищеский матч 14 (отчет)

| Санкт-Петербург | 0:2 | «Эдинбург Сивил Сервис»       |
| --------------- | --- | ----------------------------- |
|                 |     | - 4′ Ланкастер - 57′ Лусон II |

| Игрок             | Клуб          |                                 | Вышел на замену | Гол  |
| ----------------- | ------------- | ------------------------------- | --------------- | ---- |
| Шаверин, Сергей   | «Меркур»      | Серебряный гол · Серебряный гол | 3               | (-6) |
|                   |               |                                 |                 |      |
| Яковлев, Михаил   | «Унитас»      |                                 | 5               |      |
| Громов, Николай   | «Спорт»       |                                 | 3               |      |
|                   |               |                                 |                 |      |
| Виберг, Брур      | «Спорт»       |                                 | 5               | 1    |
| Хромов, Никита    | «Путиловский» |                                 | 19              |      |
| Бодров, Григорий  | «Спорт»       |                                 | 1               |      |
|                   |               |                                 |                 |      |
| Эндрю, Уильям     | «Унитас»      |                                 | 5               | 1    |
| Монро, Александр  | «Унитас»      |                                 | 9               | 4    |
| Бутусов, Василий  | «Унитас»      |                                 | 11              | 9    |
| Морвиль, Христиан | «Спорт»       |                                 | 1               |      |
| Филиппов, Сергей  | «Коломяги»    |                                 | 10              | 1    |

| «Эдинбург Сивил Сервис» |     |
| ----------------------- | --- |
| Годфредсон              |     |
|                         |     |
| Педди                   |     |
| Лусон I                 |     |
|                         |     |
| Хетль                   |     |
| Робертсон               |     |
| Демстер                 |     |
|                         |     |
| Брайс                   |     |
| Ланкастер               | Гол |
| Фейленсон               |     |
| Лусон II                | Гол |
| Блэк                    |     |

### 26. Санкт-Петербург — Харьков — 3:1
Междугородний товарищеский матч 8 (отчет)

| Санкт-Петербург                             | 3:1 | Харьков    |
| ------------------------------------------- | --- | ---------- |
| - В.Бутусов 1′ - Лагунов 80′ - И.Егоров 88′ |     | - 9′ Терль |

| Игрок             | Клуб          |                | Вышел на замену | Гол  |
| ----------------- | ------------- | -------------- | --------------- | ---- |
| Шаверин, Сергей   | «Меркур»      | Серебряный гол | 4               | (-7) |
|                   |               |                |                 |      |
| Соколов, Пётр     | «Унитас»      |                | 14              | 2    |
| Яковлев, Михаил   | «Унитас»      |                | 6               |      |
|                   |               |                |                 |      |
| Гаврилов, Борис   | «Унитас»      |                | 1               |      |
| Хромов, Никита    | «Путиловский» |                | 20              |      |
| Лагунов, Дмитрий  | «Петровский»  | Гол            | 8               | 1    |
|                   |               |                |                 |      |
| Егоров, Иван      | «Спорт»       | Гол            | 16              | 3    |
| Морвиль, Христиан | «Спорт»       |                | 2               |      |
| Бутусов, Василий  | «Унитас»      | Гол            | 12              | 10   |
| Никитин, Григорий | «Спорт»       |                | 7               | 7    |
| Марков, Владимир  | «Спорт»       |                | 7               |      |

| Харьков         |     |
| --------------- | --- |
| Биндлер         |     |
|                 |     |
| В.Виннинг I     |     |
| Покровский      |     |
|                 |     |
| Пенюгалов       |     |
| Матье           | 46' |
| Близнюк         |     |
|                 |     |
| Подольский      |     |
| Дж. Виннинг III |     |
| Терль           | Гол |
| Г.Виннинг II    |     |
| Цоллер          |     |

### 27. Санкт-Петербург — Харьков — 5:0
Междугородний товарищеский матч 9 (отчет)

| Санкт-Петербург                                | 5:0 | Харьков |
| ---------------------------------------------- | --- | ------- |
| - Морвиль (1)′ (3)′ (4)′ - Г.Никитин (2)′ (5)′ |     | - (пен) |

| Игрок             | Клуб          |                 | Вышел на замену | Гол  |
| ----------------- | ------------- | --------------- | --------------- | ---- |
| Шаверин, Сергей   | «Меркур»      |                 | 5               | (-7) |
|                   |               |                 |                 |      |
| Гаврилов, Борис   | «Унитас»      |                 | 2               |      |
| Яковлев, Михаил   | «Унитас»      |                 | 7               |      |
|                   |               |                 |                 |      |
| Детлов, Николай   | «Унитас»      |                 | 5               | 2    |
| Хромов, Никита    | «Путиловский» |                 | 21              |      |
| Лагунов, Дмитрий  | «Петровский»  |                 | 9               | 1    |
|                   |               |                 |                 |      |
| Егоров, Иван      | «Спорт»       |                 | 17              | 3    |
| Морвиль, Христиан | «Спорт»       | Гол · Гол · Гол | 3               | 3    |
| Бутусов, Василий  | «Унитас»      |                 | 13              | 10   |
| Никитин, Григорий | «Спорт»       | Гол · Гол       | 8               | 9    |
| Марков, Владимир  | «Спорт»       |                 | 8               |      |

| Харьков         |  |
| --------------- |  |
| Биндлер         |  |
|                 |  |
| В.Виннинг I     |  |
| Покровский      |  |
|                 |  |
| Пенюгалов       |  |
| Блях            |  |
| Близнюк         |  |
|                 |  |
| Подольский      |  |
| Дж. Виннинг III |  |
| Терль           |  |
| Г.Виннинг II    |  |
| Цоллер          |  |

|  |  |  |

## Неофициальные матчи
1. Тренировочный матч
| 7 апр Неоф (1) | Санкт-Петербург | 2:2 | Санкт-Петербург (II)               | Поле «Павловско-терлецких», Павловск |
| |                 |     | - (1:1)′ Д.Киселёв - (1:2)′ К.Боде | Судья: И.Березин                     |
| Санкт-Петербург: Шаверин - П.Соколов, Громов - Уверский, Хромов, Лагунов - Н.Детлов, Монро, В.Бутусов, Морвиль, С.Филиппов Санкт-Петербург: Е.Детлов - Мосс, М.Яковлев - Мейер, Северов, Клемин - И.Егоров, Самойлов, К.Боде, Д.Киселев, В.А.Марков |                 |     |                                    |                                      |

2. Тренировочный матч
| 13 апр Неоф (2) | Санкт-Петербург | 3:3 | Санкт-Петербург (II) | Поле «Павловско-терлецких», Павловск |
| |                 |     | - К.Боде             | Судья: А.Новиков                     |
| Санкт-Петербург: Шаверин - П.Соколов, Громов - Уверский (1Т Мейер), Виберг, Хромов - Эндрю, Монро, В.Бутусов, Морвиль, С.Филиппов Санкт-Петербург: Е.Детлов - Мосс, М.Яковлев - Каракосов, Северов, Лагунов - И.Егоров, Самойлов, К.Боде, Д.Киселев, В.А.Марков |                 |     |                      |                                      |

3. Спортивный праздник в кружке «Спорт»
| 20 апр Неоф (3) | Санкт-Петербург                                 | 3:4 | «Спорт»                                           | Поле «Спорта», Санкт-Петербург |
| | - Эндрю (1:0)′ - К.Боде (2:1)′ - М.Соловьёв 89′ |     | - (1:1)′ (2:2)′ Г.Никитин - (2:3)′ (2:4)′ Морвиль |                                |
| Санкт-Петербург: Е.Детлов - П.Соколов, М.Яковлев - Каракосов, Северов, Лагунов - Эндрю, В.Медведев, К.Боде, Д.Киселёв, М.Соловьёв «Спорт»: Хомяков - Мосс, Громов - Бодров, Виберг, Поплескин - И.Егоров, Томсон, Морвиль, Г.Никитин, В.А.Марков |                                                 |     |                                                   |                                |

4. Тренировочный матч
| 23 апр Неоф (4) | Санкт-Петербург | 5:2 | Санкт-Петербург «студенческая» | Поле «Спорта», Санкт-Петербург |
| |                 |     |                                | Судья: И.Березин               |
| Санкт-Петербург: Шаверин - Б.Гаврилов, М.Яковлев - Каракосов, Хромов, Лагунов - И.Егоров, Н.Детлов, К.Боде, Варзар, Вещилов Санкт-Петербург: Заболотный - П.Соколов, Громов - Гаевский, Северов, Б.Иконников - Суворов, В.Крутов, В.Бутусов, Г.Никитин, С.Филиппов |                 |     |                                |                                |

5. Праздник в честь открытия поля кружка «Путиловский»

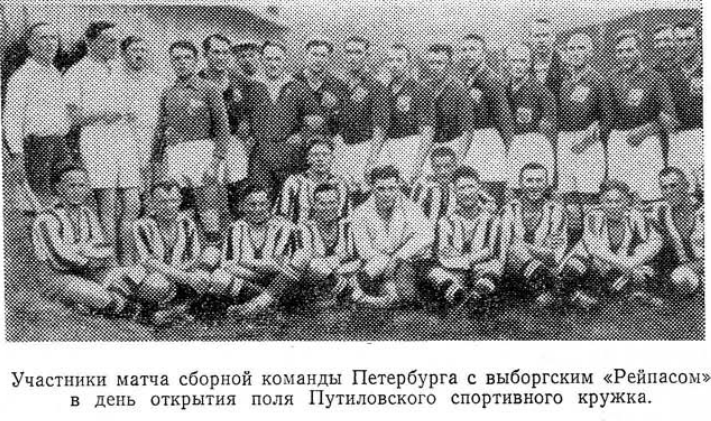

| 27 апр Неоф (5) | Санкт-Петербург                     | 8:0 | «Рейпас» Выборг | Поле «Путиловских», Санкт-Петербург |
| | - К.Боде 3′ - В.Бутусов 11′ - Монро |     |                 | Судья: И.Березин                    |
| Санкт-Петербург: Шаверин - П.Соколов, М.Яковлев - Каракосов, Хромов, Лагунов - Эндрю, Монро, В.Бутусов, К.Боде, С.Филиппов «Рейпас» Выборг: Лазонен - Ройха, Питканен - Лааксонен, Вианен, Тальберг - Энквист, Ихолайнен, Лейва, Кастамо, Рубинштейн |                                     |     |                 |                                     |

6. Международный матч
| 6 мая Неоф (6) | Санкт-Петербург «студенческая» | 1:5 | «Эдинбург Сивил Сервис»                                 | Поле «Спорта», Санкт-Петербург   |
| | - Н.Луговской 26′              |     | - 16′ Ланкастер - 32′ - ~40′ - ~65′ Брайс - ~80′ (авт.) | Зрителей: ~4000 Судья: Б.Метцгер |
| «студенческая»: Заболотный - П.Соколов, Громов - Б.Гаврилов, Ильинский, Б.Иконников - В.Крутов, Н.Луговской, В.Бутусов, Г.Никитин, С.Филиппов : Годфредсон - Робертсон, ЛусонI - Хетль, Мейсон, Демстер - Брайс, Ланкастер, Фейленсон, ЛусонII, Блэк |                                |     |                                                         |                                  |

7. Международный матч
| 9 мая Неоф (7) | Санкт-Петербург (II) | 1:6 | «Эдинбург Сивил Сервис» | Поле «Спорта», Санкт-Петербург |
| | - М.Соловьёв (1:4)′  |     |                         | Судья: В.Синдеев               |
| (II): Е.Детлов - П.Соколов, М.Яковлев - Каракосов , Северов, Лагунов - И.Егоров, В.Медведев, Е.Боде, К.Боде, М.Соловьёв · : Годфредсон - Педди, ЛусонI - Робертсон, Фрессер, Мейсон - Брайс, Ланкастер, Фейленсон, ЛусонII, Блэк |                      |     |                         |                                |

8. Международный матч
| 22 июня Неоф (8) | Санкт-Петербург (II) | 4:3 | «Рейпас» Выборг | Поле «Павловско-терлецких», Павловск |
| | - К.Боде             |     | - (пен)         |                                      |
| (II): Воронин - Н.Андреев, Татаринов - Дробинский, Лагунов, Хилл - Кособоков, Якунчиков, Е.Боде, К.Боде, Вещилов «Рейпас» Выборг: Сурьялайнен - Холопайнен, Ихолайнен - Ниамела, Вианен, Нюканнен - Лааксонен, Эстерлунд, Лейва, Кастамо, Тальберг |                      |     |                 |                                      |

9. Матч в пользу раненых воинов
| 26 октября Неоф (9) | Петроград | 4:4 | Петроград «студенческая» | Поле «Нарвы», Петроград |
| Петроград: Е.Детлов - Мосс, М.Яковлев - П.Филиппов, Виберг, Лагунов - Эндрю, Сандерс, Фохт, Морвиль, Н.Гостев Петроград: Заболотный - Б.Гаврилов, Громов - Уверский, Северов, Б.Иконников - Полунин, Варзар, В.Крутов, Н.Луговской, Хмелевский |           |     |                          |                         |

## Комментарии
1. ↑  К.Есенин указывал для сборной Москвы только междугородние и международные матчи[1]
2. ↑  В реестре матчей сборной Санкт-Петербурга (Петрограда, Ленинграда), опубликованном группой ленинградских историков и статистиков под редакцией Н.Киселёва[2] учтены только междугородние матчи со сборными городов и республик
3. ↑  Г.Калянов предложил разделение матчей на официальные и товарищеские (для сборной Москвы)[3]
4. ↑  в том числе недоигранные и аннулированные, а также сыгранные с неформатными сборными и клубами — все матчи, объявленные как матчи официальных турниров
5. ↑  Матчи второй, третьей и т. д. (дублёров), а также ведомственных (например, сборной профсоюзов) сборных считаются неформатными. Тем не менее, междугородние матчи и «русской», и «английской» сборных Санкт-Петербурга и Москвы начала века, согласно установившейся традиции, учитываются историками[4][5][1] в их реестрах
6. ↑  Тем не менее, несколько международных матчей 1910-х годов с командами, формально не соответствующими строго данному критерию, но в игровом плане нередко подавляюще превосходившими сборные Санкт-Петербурга и Москвы, учтены[6][7] в их реестрах

### Периодика
- «Вечернее время» Санкт-Петербург/Петроград 1914. Электронная библиотека ГПИБ — elib.shpl.ru.
- «Новое время» Санкт-Петербург/Петроград 1914. Gallica — gallica.bnf.fr.
- «Футболистъ» Санкт-Петербург/Петроград 1914. НЭБ — rusneb.ru.
- «Къ Спорту» Москва 1914. НЭБ — rusneb.ru.
- «Русскiй спортъ» Москва 1914. НЭБ — rusneb.ru.